# MONIAC
MONIAC(Monetary National Income Analogue Computer 貨幣的国民所得自動計算機)は1949年にアルバン・ウィリアム・フィリップスによって開発されたアナログ計算機。

## 概要
たくさんのタンクや水の流れは、銀行、支出、貯蓄、外貨準備など、経済活動のさまざまな側面を表す貨幣の流れを水によって視覚化する。MONIACが開発された当時、真空管式のコンピュータは高価で故障が多く、経済活動の視覚化のような用途にはまだ非力だった。
MONIACは全部で14台が製造された。
ニュージーランド準備銀行（Reserve Bank）付属の博物館とイギリスのサイエンス・ミュージアムでロンドン・スクール・オブ・エコノミクスから寄贈されたMONIACが動態保存される。

## 文献
- Bissell, Chris. "Historical perspectives-the moniac a hydromechanical analog computer of the 1950s." IEEE Control Systems 27.1 (2007): 69-74.
- Ng, Tim, and Matthew Wright. "Introducing the MONIAC: an early and innovative economic model." Reserve Bank of New Zealand Bulletin 70 (2007).
- Colander, David. "The MONIAC, Modeling, and Macroeconomics." Economia politica 28.1 (2011): 63-82.